# Stone-cum-Ebony
Stone-cum-Ebony es una parroquia civil del distrito de Ashford, en el condado de Kent (Inglaterra).

## Geografía
Según la Oficina Nacional de Estadística británica, Stone-cum-Ebony tiene una superficie de 19,18 km².

## Demografía
Según el censo de 2001, Stone-cum-Ebony tenía 392 habitantes (47,96% varones, 52,04% mujeres) y una densidad de población de 20,44 hab/km². El 15,56% eran menores de 16 años, el 75,77% tenían entre 16 y 74 y el 8,67% eran mayores de 74. La media de edad era de 43,11 años. Del total de habitantes con 16 o más años, el 21,45% estaban solteros, el 65,26% casados y el 13,29% divorciados o viudos.
El 94,6% de los habitantes eran originarios del Reino Unido. El resto de países europeos englobaban al 1,8% de la población, mientras que el 3,6% había nacido en cualquier otro lugar. Según su grupo étnico, el 98,48% eran blancos, el 0,76% mestizos y el 0,76% asiáticos. El cristianismo era profesado por el 80,05%, mientras que el 12,02% no eran religiosos y el 7,93% no marcaron ninguna opción en el censo.
195 habitantes eran económicamente activos, 189 de ellos (96,92%) empleados y 6 (3,08%) desempleados. Había 171 hogares con residentes, 9 vacíos y 8 eran alojamientos vacacionales o segundas residencias.